# 고브루드 후친후
고브루드 후친후(몽골어: Говрууд Хуучинхуу, 1954년 ~ 2016년)는 중국 내몽골 자치구 출신의 반체제 인사 겸 인권 운동가이다.

## 생애
내몽골 자치구의 정체성을 주제로 한 단편 소설 모음인 《돌과 같은 심장 속의 느릅나무》를 집필했다. 이 책은 중국에서 출판이 금지되었지만 울란바토르에서 출판되면서 몽골에서 구할 수 있게 되었다. 이 책은 키릴 문자로 옮겨져 1990년대까지 몽골 문자의 사용이 금지되었던 몽골에서 더 많은 독자층을 확보했다.
2007년 여름에는 랴오닝 성에서 《돌과 같은 심장 속의 느릅나무》를 출판하려고 했지만 푸신 몽골족 자치현 국가안전부로부터 출판을 거부당했으며 그가 지은 《침묵의 돌》, 《여정》 또한 출판이 금지되었다. 2007년 중국 공안부로부터 5년간 해외 여행 금지 조치를 받았다.
2011년 1월 27일에 중국 당국에 의해 강제 실종되었으며 2012년 11월 퉁랴오 시 법원으로부터 반역 혐의로 징역 5년을 선고받았다. 2015년 1월부터 가택 연금 상태에 놓인 뒤부터 삼엄한 감시를 받았고 2016년 10월 25일에 사망했다.